# Paul-Eugène Bélanger
Paul-Eugène Bélanger, né le 5 mars 1917 à Saint-Michel et mort le 11 octobre 1993 à Montréal, est un avocat et homme politique québécois.